# Cudi Dağı
Der Cudi Dağı, zu deutsch der Berg Dschudi (kurdisch Çiyayê Cûdî) ist mit 2114 m der höchste Berg in der türkischen Provinz Şırnak. Er hat vier Gipfel, die alle höher als 2000 m sind. Auf einem der Gipfel befinden sich Überreste eines Klosters, das im 4. Jahrhundert n. Chr. zu Ehren der Arche Noah gebaut wurde, die hier nach frühchristlicher und muslimischer Tradition gelandet sein soll. Zu den Ruinen pilgern heute noch Einheimische.

## Geschichte
Theodor Nöldeke nahm 1898 an, dass der ursprüngliche Name des Berges Kardu (von Gordiene) gewesen sei. Er könnte auch mit dem in frühen syrischen Quellen erwähnten Qardū identisch sein, dem Land, in dem Noahs Arche landete. Mehrere Forscher haben den Berg als Landeplatz der Arche Noah in Betracht gezogen, namentlich David Rohl, Bill Crouse, Charles Willis und Timo Roller.
Arabische Geographen erwähnen ein Kloster auf der Bergspitze. Die Ruinen werden heute als „Schiff des Propheten Noah“ (Safinat Nabī Nūḥ) bezeichnet.
Am Cudi ereignen sich immer wieder Gefechte zwischen den türkischen Streitkräften und der PKK.

## Archäologische Funde

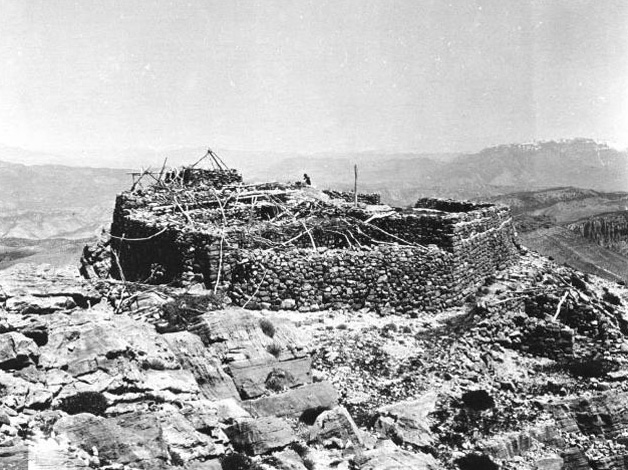
Klosterruine auf dem Cudi Dağı, 1909, Aufnahme von Gertrude Bell

Austen Henry Layard und später Leonard W. King entdeckten Felseninschriften und -skulpturen von Sanherib am Berg Cudi. King folgerte daraus, der Berg sei der Berg Nipur der Inschriften Sanheribs.

## Überlieferung
Gemäß der Überlieferung des Korans strandete auf einem Berg namens al-Dschudi die Arche Noah. Im Koran heißt es:

„Und es [das Schiff] saß auf (dem Berg) al-Dschudi auf. Und es wurde gesagt: ‚Fluch über das Volk der Frevler!‘“

Es ist unsicher, ob der Koran damit diesen Berg oder einen Berg in Arabien meinte. Möglicherweise wurde der Name aus dem Koran nachträglich auf den Cudi Dağı übertragen. Die starke lokale Arche-Noah-Tradition am Cudi Dağı reicht allerdings bis in frühchristliche Zeit zurück. Noch heute pilgern Einheimische zu den Ruinen eines alten Klosters auf dem Berg. Der 2017 m hohe Gipfel an dieser Stelle der Bergkette trägt den Namen „Gipfel des Ziyaret des Propheten Noah“ (Nuh Peygamber ziyareti tepesi). Im Herbst 2013 veranstaltete die Universität Şırnak ein internationales Symposium zum Thema Noah und Berg Cudi.